# Mike Hagerty
Michael Gerard Hagerty (Chicago, 10 de maio de 1954 – Los Angeles, 5 de maio de 2022) foi um ator e produtor estadunidense. Ele é conhecido por interpretar trabalhadores cômicos, incluindo seus papéis recorrentes como superintendente de prédio na série de televisão Friends e gerente de uma loja de silenciosos de Lucky Louie da HBO.

## Vida pessoal
Nascido em Chicago, no ano de 1954, Hagerty graduou-se no curso de artes cênicas pela Universidade de Illinois. Residiu boa parte da sua vida em Los Angeles, na Califórnia.

### Morte
Hagerty morreu aos sessenta e sete anos de idade na cidade de Los Angeles. A morte foi confirmada por sua esposa Mary Kathryn e em nota foi divulgada pela atriz Bridget Everett, colega de elenco de Hagerty na série Somebody Somewhere.

## Filmografia
| Ano       | Produção                              | Personagem            | Notas                                                        |
| --------- | ------------------------------------- | --------------------- | ------------------------------------------------------------ |
| 2022      | Somebody Somewhere                    | Ed Miller             | Elenco principal                                             |
| 2016      | Shameless                             | Ron                   | Episódios: "Familia Supra Gallegorious Omnia" e "The F Word" |
| 2014      | The Goldbergs                         | Terence               | Episódio: "Love Is a Mix Tape"                               |
| 2013      | Brooklyn Nine-Nine                    | Capt. McGintley       | Episódios: "Piloto" e "The Tagger"                           |
| 2012      | Grey's Anatomy                        | Al Keller             | Episódio: "Sleeping Monster"                                 |
| 2010      | Boa Sorte, Charlie!                   | Capt. Stretchy        | Episódio: "Baby Come Back"                                   |
| 2010      | Glee                                  | Pete Sosnowski        | Episódio: "Pete Sosnowski"                                   |
| 2008      | CSI: Crime Scene Investigation        | Hal Jackmin           | Episódio: "Woulda, Coulda, Shoulda "                         |
| 2005      | American Dad!                         | Policial              | Episódio: "Not Particularly Desperate Housewife"             |
| 1999      | Austin Powers: The Spy Who Shagged Me | Vendedor de amendoim  |                                                              |
| 1999      | Inspector Gadget                      | Sikes                 |                                                              |
| 1996      | Star Trek: Klingon                    | Bartender             | Voz, jogo de vídeo-game                                      |
| 1995-2001 | Friends                               | Mr. Treeger           | 5 episódios                                                  |
| 1994-95   | The George Carlin Show                | Frank MacNamara       | 23 episódios                                                 |
| 1995      | Como Salvar Sua Família               | Policial              |                                                              |
| 1994      | Seinfeld                              | Rudy                  | Episódio: "The Raincoats "                                   |
| 1994      | Star Trek: The Next Generation        | Skoran / Capt. Larg   | Episódios: " Thine Own Self " e "Redemption II"              |
| 1993      | So I Married an Axe Murderer          | Escritor de obituário |                                                              |
| 1992      | Mann & Machine                        | Meter Man             | Episódio: "Mann's Fate"                                      |
| 1992      | The Wonder Years                      | Clerk                 | Episódio: "The Lost Weekend"                                 |
| 1991      | V.I. Warshawski                       | Babe                  |                                                              |
| 1990      | American Dreamer                      | Davey                 | Episódio: "Heartbreak Diner"                                 |
| 1988      | Inferno Vermelho                      | Pat Nunn              |                                                              |
| 1988      | Family Ties                           | Vinnie                |                                                              |
| 1987      | Overboard                             | Billy Pratt           |                                                              |
| 1986      | Cheers                                | Decker                | Episódio "Strange Bedfellows: Part 1"                        |
| 1985      | Brewster's Millions                   | Marceneiro            |                                                              |
| 1983      | Doctor Detroit                        | Policial              |                                                              |